# Aeronau subsònica

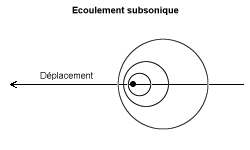
Ones del so durant un desplaçament subsònic.

Una aeronau subsònica és una aeronau –com pot ser un avió, helicòpter, planador o dirigible– que vola a una velocitat inferior a la velocitat del so. Una aeronau supersònica pot volar a una velocitat subsònica però també és capaç de passar la barrera del so i desplaçar-se més ràpid que el so. En canvi una aeronau subsònica no és capaç de fer això, la seva velocitat sempre està per sota de la del so o, cosa que és el mateix, la seva velocitat és inferior a Mach 1. Actualment tots els avions comercials són subsònics, les excepcions han estat el soviètic Tupolev Tu-144 i el franc-britànic Concorde però, tots dos es troben fora de servei.